# Soko G-2 Galeb
Soko G-2 Galeb är ett enmotorigt militärflygplan utvecklat i Jugoslavien och tillverkat av flygplanstillverkaren SOKO.

## Användare
Flygplanet används eller har använts av följande länder:
 Libyen
- Libyens flygvapen innehar 116 stycken Soko G-2 Galeb G2A-E

 Jugoslavien
- Tidigare användare

 Kroatien
- Kroatiens flygvapen använde Soko G-2 Galeb under en kort period under Operation Storm

 Zaire
- 1 levererad till Mobutu Sese Sekos regering som en del av det fransk-jugoslaviska kontraktet under 1997.[1]